# WinINSTALL
WinINSTALLは、PCライフサイクル管理ソフトウェアの一つ。

## 歴史
アメリカのOn Demand社が開発したPC統合管理製品であり、初期にはWindows 2000 に標準バンドルされ一定のシェアを得る。
（ただしバンドルされた製品はWin INSTALL LEとしてMSIパッケージを作る機能のみであった）
その後、VERITAS社に買収された後、2006年に同様の製品NetWIZARDを販売していたアタッチメイト社に買収され、今日に至る。

## 機能
- OSのインストール（PXEにより遠隔地や無人、電源OFFのPCにもインストール可能）
- OSのアップグレード（古い設定を新しいPCに自動コンバート可能）
- ソフトウェア配布（タイマー機能により所定の時間に配布が可能）
- パッチ配布（PCごとに適用されていないパッチのみをあてることが可能）
- MSIパッケージの作成
- インベントリ収集（PCのハードウェアスペックやインストールされているソフトウェアの調査が可能）
- レポート機能（インベントリの結果をレポート可能）
- 上記機能の直感的かつ統一された操作体系

## バージョン
2008年2月現在、日米で異なるバージョンが出荷されている。
- アメリカ バージョン9.0
- 日本　　　バージョン8.7

アメリカ版に追加された機能として、
- 他社リモートソフトウェアへのインターフェース（コンテキストメニューに追加）
- OSのパッチ取得方法を変更（Microsoft Updateに完全準拠）
- ソフトウェア配布時の負荷対策（何千台以上でも配布可能）